# 贝尔维迪尔 (加利福尼亚州)
贝尔维迪尔是美国加利福尼亚州马林县下属的一个城市。于1896年12月24日建市。坐落在蒂布龙半岛的最南端，与旧金山北部隔海相呼应。城市面积约为1.3平方公里，根据2010年美国人口普查，该市有人口2068人。这里拥有旧金山湾区典型的地中海式气候，夏季干燥，冬季多雨，但相对于几十公里外南旧金山湾炎热的夏季，这里却要凉爽得多。该市在2000年的人均收入达到了113,595美元，因此被列为全加州人均收入最高的城市。同时，它还是一个袖珍城市，其面积是全旧金山湾区最小的，1.21平方公里（130万平方米）的陆地面积使其规模只相当于一个小型社区，比中国北京的紫禁城稍微大一圈而已。

## 历史
在十九世纪淘金潮时期前，这里鲜有人居住。随着旧金山湾区开发加速，这里迎来了第一批居民，同时也通了铁路。由于它坐落在蒂布龙半岛上，与旧金山仅相隔一个海湾，因此这里也是外地人前往旧金山所经的最后一站。1896年，这里正式建市，当地的邮局在1897年开张。
由于当地依山傍水，站在当地的山丘上，可以俯瞰整个旧金山湾北部美景、金门大桥、及其附近的所有岛屿景观，因此，这里渐渐成为了上级阶层娱乐休闲的好去处。而房价也水涨船高。在2000年，这里87.6%的房屋售价超过一百万美元，相比之下，整个加州只有2.3%。而到了2010年代，这里的房价中位数达到了五百万美元。

## 人口

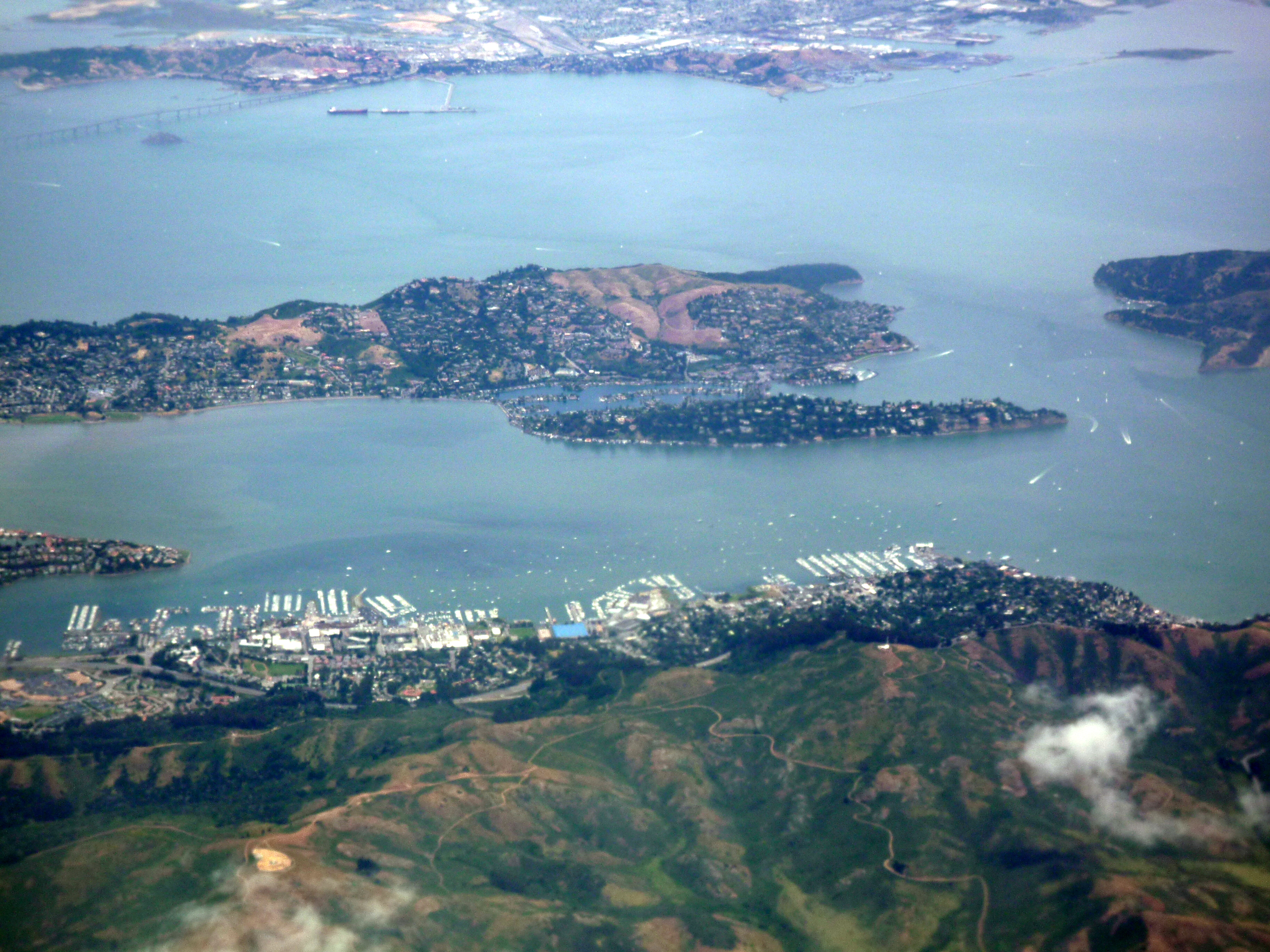
俯瞰该市及蒂布龙半岛。

根据2010年美国人口普查，2010年时，该市有2,068人，928户，35,553个家庭，55,791个住房单位。平均每户2.23人，每个家庭有2.76人。种族构成为：1,940个（93.8%）白人，58个（2.8%）亚裔，3个（0.1%）非洲裔，7个（0.3%）太平洋岛屿居民，18人（0.9%）属于其它种族。42人（2.0%）同时来自两个或更多的种族。墨西哥裔约为3.5%（72人）。该市没有统计到美洲原住民。
2010年该市有24.6%的家庭拥有18岁以下的未成年人。542户（58.4%）为异性婚姻的家庭，6户（0.6%）为同性恋同居。该市居民男女比例为80.9:100。
在2000年，该市每户收入中位数$130,796，每个家庭收入中位数$185,590，人均收入$113,595。2.9%的家庭和5.7%的人口处于贫困线下，包括4.3%的未成年人和4.5%的65岁以上老人。